# 蝶山区
蝶山区曾是中国广西壮族自治区梧州市所辖的一个市辖区。总面积为313平方公里，2002年人口为16万。2013年撤销并入万秀区。

## 行政区划
撤销前，蝶山区辖3个街道，2个镇：角嘴街道、东兴街道、富民街道、夏郢镇、龙湖镇。